# Хуан Карлос Паредес
Хуан Карлос Паредес (ісп. Juan Carlos Paredes, нар. 8 липня 1987, Есмеральдас) — еквадорський футболіст, захисник клубу «Емелек» та національної збірної Еквадору.

## Клубна кар'єра
Народився 8 липня 1987 року в місті Есмеральдас. Вихованець футбольної школи клубу «Депортіво Куенка».
У дорослому футболі дебютував 2006 року виступами за команду клубу «Барселона» (Гуаякіль), в якій провів один сезон, взявши участь лише у 5 матчах чемпіонату. Протягом 2007–2008 років грав за нижчоліговий клуб «Рокафуерте», в якому досить багато як для захисника забивав, маючи середню результативність на рівні 0,38 голу за гру першості.
Протягом 2009—2010 років захищав кольори команди клубу «Депортіво Куенка».
2010 року уклав контракт з клубом «Депортіво Кіто», у складі якого провів наступні три роки своєї кар'єри гравця. Граючи у складі «Депортіво Кіто» також здебільшого виходив на поле в основному складі команди.
До складу клубу «Барселона» (Гуаякіль) повернувся 2013 року.

## Виступи за збірну
2010 року дебютував в офіційних матчах у складі національної збірної Еквадору. Наразі провів у формі головної команди країни 69 матчів.